# 坂井英隆
坂井 英隆（さかい ひでたか、1980年〈昭和55年〉5月7日 - ）は、日本の政治家、弁護士、国土交通官僚。佐賀県佐賀市長（第5代）。父は衆議院議員を務めた坂井隆憲。

## 概要
佐賀県佐賀市生まれ。佐賀大学教育学部附属小学校、弘学館中学校・高等学校、東京大学法学部。2004年、慶應義塾大学法科大学院に入学、2006年に修了し、法務博士号を取得した。2008年、司法試験に合格し、弁護士登録の後、東京都内の法律事務所に勤務した。2014年、国土交通省に入省し、大臣官房や自動車局、鉄道局、水管理・国土保全局にて勤務した。
2021年、国土交通省を退官し、10月投開票の佐賀市長選挙に出馬する意向を表明した。8月には自由民主党佐賀県支部連合会が坂井の推薦を決定したが、県連内には別の候補を推す声もあり、自民党所属の佐賀市議会議員の半数は、連合佐賀が推薦し、市長選に出馬せず引退する意向を表明した秀島敏行が支持、立憲民主党佐賀県連が支援する、元・佐賀市地域振興部長の古賀臣介の支援に回った。10月10日に告示された市長選には坂井、古賀を含め6人が立候補したが、10月17日投開票の結果、坂井が他の5人の新人候補を破り、初当選した。
※当日有権者数：190,140人 最終投票率：56.03%（前回比：pts）
| 候補者名 | 年齢 | 所属党派 | 新旧別 | 得票数   | 得票率 | 推薦・支持     |
| -------- | ---- | -------- | ------ | -------- | ------ | -------------- |
| 坂井英隆 | 41   | 無所属   | 新     | 42,908票 | 41.07% | 自由民主党推薦 |
| 古賀臣介 | 58   | 無所属   | 新     | 34,282票 | 32.81% |                |
| 堤雄史   | 36   | 無所属   | 新     | 10,964票 | 10.49% |                |
| 馬場範雪 | 60   | 無所属   | 新     | 10,586票 | 10.13% |                |
| 田中豊治 | 73   | 無所属   | 新     | 3,159票  | 3.02%  |                |
| 細川博司 | 61   | 無所属   | 新     | 2,573票  | 2.46%  |                |